# せいの奈々
せいの 奈々（せいの なな）は、日本の漫画家。夫は同じく漫画家の板垣雅也。

## 作品リスト

### 連載
- 推理の星くん（原案：立神サチ子、『月刊コロコロコミック』小学館）
- レイトン教授と小さなナゾ

| スタブアイコン | サブスタブ | この項目は、まだ閲覧者の調べものの参照としては役立たない、漫画家・漫画原作者に関連した書きかけの項目です。この項目を加筆・訂正などしてくださる協力者を求めています（P:漫画/PJ:漫画家）。 |